# Милан Кучан
Милан Кучан (Крижевци, 14. јануар 1941) је словеначки политичар и државник, бивши лидер Савеза комуниста Словеније и први председник Словеније.

## Биографија
Кучан је рођен у Крижевцима, селу у Прекомурју, у североисточној Словенији (тада делу Краљевине Југославије).
Изабран је за председника Савеза комуниста Словеније 1986. Под његовим вођством, почело је постепено слабљење комунистичког режима у Словенији и истовремено јачање либерализма и плурализма, нарочито након пада Берлинског зида 1989. У том периоду, Кучан је унутар СФРЈ представљао најснажнију опозицију режиму Слободана Милошевића у Србији.
Тензије и стална међусобна оптуживања државних и партијских руководстава Србије и Словеније довела су до одржавања 14. ванредног конгреса Савеза комуниста Југославије у јануару 1990. На том конгресу, делегација СК Словеније (предвођена Кучаном и Цирилом Рибичичем) одлучила је да напусти рад конгреса, што је довело и до распада СКЈ. Априла исте године, Милан Кучан је на првим вишестраначким изборима у Словенији изабран за председника председништва Словеније, унутар још увек постојеће Југославије.
Касније, током 1990, Кучан је почео да подржава независност Словеније. Њему је лично тадашњи државни секретар САД Џејмс Бејкер рекао да Америка никад неће признати сецесију Словеније. Познат је по својој политици мирног преговарања, које је довело до Брионског споразума. Након стицања независности 1991, изабран је за председника Словеније као независни кандидат, са подршком некадашње Лиге комуниста. Освојио је нови петогодишњи мандат 1997, такмичећи се као независни кандидат, и добивши већину гласова у првом кругу, у коме је учествовало седам кандидата.
Завршио је председниковање 2002. Док је био председник, није био члан ниједне политичке странке. Наследио га је Јанез Дрновшек.
Милан Кучан је ожењен Штефком Кучан.

## Награде
- 2022: Награда Браћа Карић